# 李亨 (宣德進士)
李亨（1395年—？），字叔嘉，四川成都府仁壽縣人，民籍。明朝政治人物。進士出身。

## 生平
九月十八日生，四川鄉試第六名。宣德八年（1433年）癸丑科會試第二十一名，殿試登進士第三甲第五十四名。景泰七年十月由太仆寺丞升本寺少卿，天順元年二月改为知府。

## 家族
曾祖父李季什。祖父李廷傑，重慶經歷。父亲李仲清。母苟氏，繼母苟氏。具慶下。兄信、弟颐。娶王氏。